# Hierodoris
Hierodoris is een geslacht van vlinders van de familie sikkelmotten (Oecophoridae), uit de onderfamilie Oecophorinae.

## Soorten
- H. eremita Philpott, 1930
- H. frigida Philpott, 1923
- H. insignis Philpott, 1926
- H. iophanes Meyrick, 1912
- H. stellata Philpott, 1918